# Gnaphosidae
Gnaphosidae é uma família de aranhas araneomorfas de cores escuros e grandes fieiras tubulares. O prossoma das espécies integradas nesta família são alargados na parte anterior, embora existam excepções. Os olhos formam duas linhas. O abdómen é ovalado, estrito e pontiagudo na sua parte posterior. A maior parte das espécies que integram esta família são nocturnas, escondendo-se durante o dia debaixo de pedras ou entre detritos. 

## Géneros
A família Gnaphosidae inclui os seguintes géneros:
- Allomicythus Ono, 2009
- Allozelotes Yin & Peng, 1998
- Amazoromus Brescovit & Höfer, 1994
- Amusia Tullgren, 1910
- Anagraphis Simon, 1893
- Aneplasa Tucker, 1923
- Anzacia Dalmas, 1919
- Aphantaulax Simon, 1878
- Apodrassodes Vellard, 1924
- Apodrassus Chamberlin, 1916
- Apopyllus Platnick & Shadab, 1984
- Aracus Thorell, 1887
- Asemesthes Simon, 1887
- Asiabadus Roewer, 1961
- Australoechemus Schmidt & Piepho, 1994
- Battalus Karsch, 1878
- Benoitodes Platnick, 1993
- Berinda Roewer, 1928
- Berlandina Dalmas, 1922
- Brasilomma Brescovit, Ferreira & Rheims, 2012
- Cabanadrassus Mello-Leitão, 1941
- Callilepis Westring, 1874
- Camillina Berland, 1919
- Canariognapha Wunderlich, 2011
- Ceryerda Simon, 1909
- Cesonia Simon, 1893
- Cladothela Kishida, 1928
- Coillina Yin & Peng, 1998
- Coreodrassus Paik, 1984
- Cryptodrassus Miller, 1943
- Cubanopyllus Alayón & Platnick, 1993
- Diaphractus Purcell, 1907
- Drassodes Westring, 1851
- Drassodex Murphy, 2007
- Drassyllus Chamberlin, 1922
- Echemella Strand, 1906
- Echemographis Caporiacco, 1955
- Echemoides Mello-Leitão, 1938
- Echemus Simon, 1878
- Eilica Keyserling, 1891
- Encoptarthria Main, 1954
- Epicharitus Rainbow, 1916
- Fedotovia Charitonov, 1946
- Gertschosa Platnick & Shadab, 1981
- Gnaphosa Latreille, 1804
- Haplodrassus Chamberlin, 1922
- Hemicloea Thorell, 1870
- Herpyllus Hentz, 1832
- Heser Tuneva, 2005
- Hitobia Kamura, 1992
- Homoeothele Simon, 1908
- Hongkongia Song & Zhu, 1998
- Hypodrassodes Dalmas, 1919
- Ibala Fitzpatrick, 2009
- Intruda Forster, 1979
- Kaitawa Forster, 1979
- Kishidaia Yaginuma, 1960
- Ladissa Simon, 1907
- Laronius Platnick & Deeleman-Reinhold, 2001
- Latonigena Simon, 1893
- Leptodrassex Murphy, 2007
- Leptodrassus Simon, 1878
- Leptopilos Levy, 2009
- Litopyllus Chamberlin, 1922
- Macarophaeus Wunderlich, 2011
- Matua Forster, 1979
- Megamyrmaekion Reuss, 1834
- Micaria Westring, 1851
- Microdrassus Dalmas, 1919
- Microsa Platnick & Shadab, 1977
- Micythus Thorell, 1897
- Minosia Dalmas, 1921
- Minosiella Dalmas, 1921
- Nauhea Forster, 1979
- Nodocion Chamberlin, 1922
- Nomisia Dalmas, 1921
- Notiodrassus Bryant, 1935
- Odontodrassus Jézéquel, 1965
- Orodrassus Chamberlin, 1922
- Parabonna Mello-Leitão, 1947
- Parasyrisca Schenkel, 1963
- Phaeocedus Simon, 1893
- Poecilochroa Westring, 1874
- Pseudodrassus Caporiacco, 1935
- Pterotricha Kulczynski, 1903
- Pterotrichina Dalmas, 1921
- Sanitubius Kamura, 2001
- Scopoides Platnick, 1989
- Scotocesonia Caporiacco, 1947
- Scotognapha Dalmas, 1920
- Scotophaeus Simon, 1893
- Sergiolus Simon, 1891
- Sernokorba Kamura, 1992
- Setaphis Simon, 1893
- Shiragaia Paik, 1992
- Sidydrassus Esyunin & Tuneva, 2002
- Smionia Dalmas, 1920
- Sosticus Chamberlin, 1922
- Symphanodes Rainbow, 1916
- Synaphosus Platnick & Shadab, 1980
- Talanites Simon, 1893
- Talanitoides Levy, 2009
- Titus O. Pickard-Cambridge, 1901
- Trachyzelotes Lohmander, 1944
- Trephopoda Tucker, 1923
- Trichothyse Tucker, 1923
- Turkozelotes Kovblyuk & Seyyar, 2009
- Urozelotes Mello-Leitão, 1938
- Vectius Simon, 1897
- Xenoplectus Schiapelli & Gerschman, 1958
- Xerophaeus Purcell, 1907
- Xizangia Song, Zhu & Zhang, 2004
- Zelanda Özdikmen, 2009
- Zelominor Snazell & Murphy, 1997
- Zelotes Gistel, 1848
- Zelotibia Russell-Smith & Murphy, 2005
- Zelowan Murphy & Russell-Smith, 2010
- Zimiromus Banks, 1914
- †Captrix Petrunkevitch, 1942
- †Drassyllinus Wunderlich, 1988
- †Eognaphosops Wunderlich, 2011
- †Eomactator Petrunkevitch, 1958
- †Palaeodrassus Petrunkevitch, 1922
- †Zelotetis Wunderlich, 2011

## notas
1. ↑  Platnick, 2012 : The world spider catalog (American Museum of Natural History).